# Come Into My Life
Come Into My Life – drugi album solowy Jermaine’a Jacksona, wydany w Motown w 1973 roku. Następna płyta ukazała się dopiero trzy lata później, ponieważ projekt "Do Unto Others" został anulowany.

## Lista piosenek
| Nr  | Tytuł utworu                                | Autorzy                      | Długość |
| --- | ------------------------------------------- | ---------------------------- | ------- |
| 1.  | „Sitting In The Edge Of My Mind”            | Hal Davis                    | 4:12    |
| 2.  | „You're In Good Hands”                      | Fonce Mizell, Freddie Perren | 3:17    |
| 3.  | „I Need You More Now Than Ever”             | Clay McMurray                | 4:06    |
| 4.  | „If You Don't Love Me”                      | Hal Davis                    | 2:45    |
| 5.  | „A Million To One”                          | Gloria Jones, Pam Sawyer     | 2:35    |
| 6.  | „The Bigger You Love (The Harder You Fall)” | Jerry Marcellino, Mel Larson | 3:25    |
| 7.  | „Does Your Mama Know About Me”              | Jerry Marcellino, Mel Larson | 3:09    |
| 8.  | „Come Into My Life”                         | Jerry Marcellino, Mel Larson | 2:53    |
| 9.  | „So In Love”                                | The Corporation              | 3:38    |
| 10. | „Ma”                                        | Hal Davis                    | 4:30    |
|     |                                             |                              | 34:30   |

## Single
- You're In Good Hands - wrzesień 1973